# Maria Konarowska
Maria Konarowska (sinh ngày 29 tháng 11 năm 1980 tại Warsaw) là một diễn viên người Ba Lan.

## Tiểu sử
Maria Konarowska xuất thân từ một gia đình làm nghệ thuật nổi tiếng của Ba Lan. Cô là cháu gái của nam diễn viên Andrzej Szczepkowski và là con của các diễn viên Mirosław Konarowski và Joanna Szczepkowska. Em gái cô là nữ diễn viên Hanna Konarowska.
Những bộ phim gắn liền với tên tuổi của Maria Konarowska thường là các sê-ri phim truyền hình nổi tiếng của Ba Lan, chẳng hạn như Pierwsza milosc (2010-2012) trong vai Berenika Gajewska, DNA (2019) trong vai Beata, hay Plebania (2006) trong vai Julia.
Maria Konarowska cũng được khán giả biết đến qua chương trình truyền hình thực tế Azja Express (2016) được phát sóng trên đài TVN.

## Thành tích nghệ thuật
| Năm       | Tựa đề                        | Vai diễn                               | Ghi chú  |
| --------- | ----------------------------- | -------------------------------------- | -------- |
| 2004      | Na Wspólnej                   | Urszula                                |          |
| 2004      | Bulionerzy                    |                                        |          |
| 2005–2009 | Plebania                      | Julia Malinowska, bạn của Karolina     |          |
| 2006–2007 | Kopciuszek                    | Blanka Kowalczyk                       |          |
| 2007      | Pitbull                       | Bạn gái của Fogiel                     | tập #2.4 |
| 2008      | Hotel pod zyrafa i nosorozcem | Nữ lễ tân                              |          |
| 2010-2012 | Pierwsza milosc               | Berenika Kulczycka / Berenika Gajewska |          |
| 2012      | Komisarz Alex                 | Ela Chowaniec, vợ của Hubert           | tập 6    |
| 2013      | Prawo Agaty                   | Magda Kolacz                           | tập #3.7 |
| 2015      | Ojciec Mateusz                | Danusia                                |          |
| 2019      | The Coldest Game              |                                        |          |
| 2019      | DNA                           | Beata                                  |          |